# Arae Flaviae

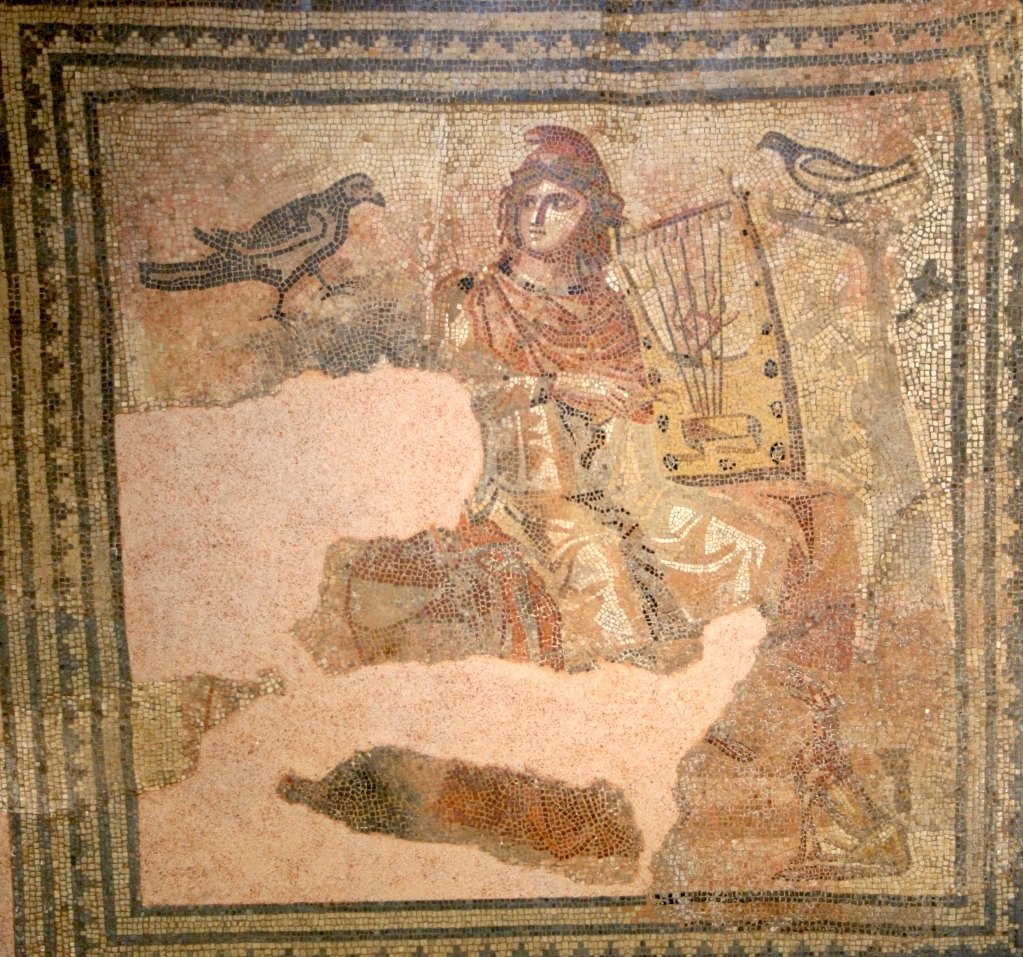
Das Orpheusmosaik im Dominikanermuseum Rottweil

Arae Flaviae war der lateinische Name einer römischen Stadt (Municipium), gelegen an einem Neckarübergang in den östlichen Ausläufern des Schwarzwaldes in der Provinz Germania superior (Obergermanien). Die antike Siedlung ist die Vorläuferin der heutigen, auf staufische Zeit zurückgehenden Stadt Rottweil in Baden-Württemberg.

## Name
Arae Flaviae bedeutet übersetzt Altäre der Flavier. Die Stadt wurde unter Kaiser Vespasian (69–79 n. Chr.) aus dem Geschlecht der Flavier gegründet. Der Name deutet darauf hin, dass hier ein regionales Zentrum des Kaiserkultes der flavischen Dynastie entstehen sollte.

## Geschichte

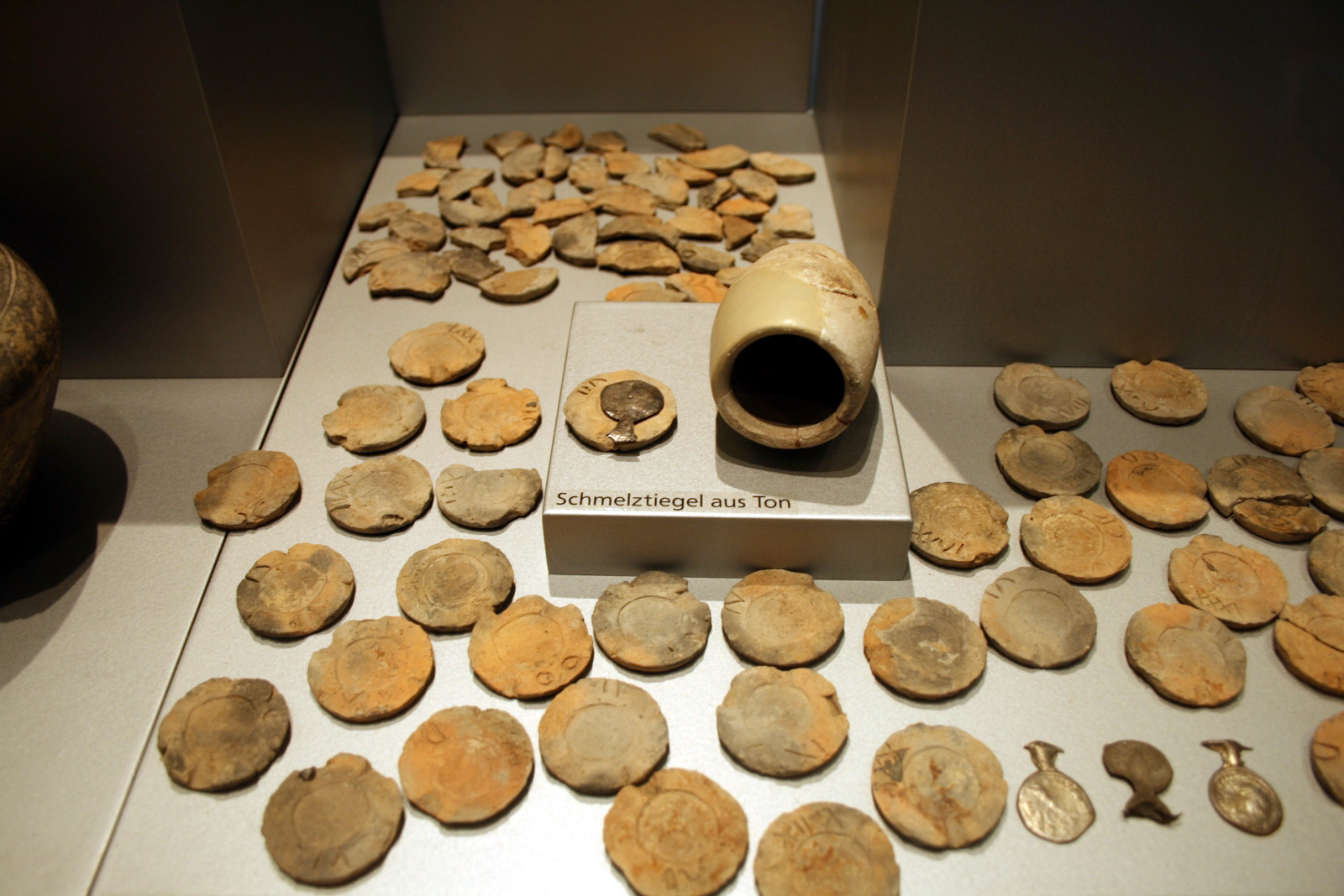
Schmelztiegel eines antiken Geldfälschers

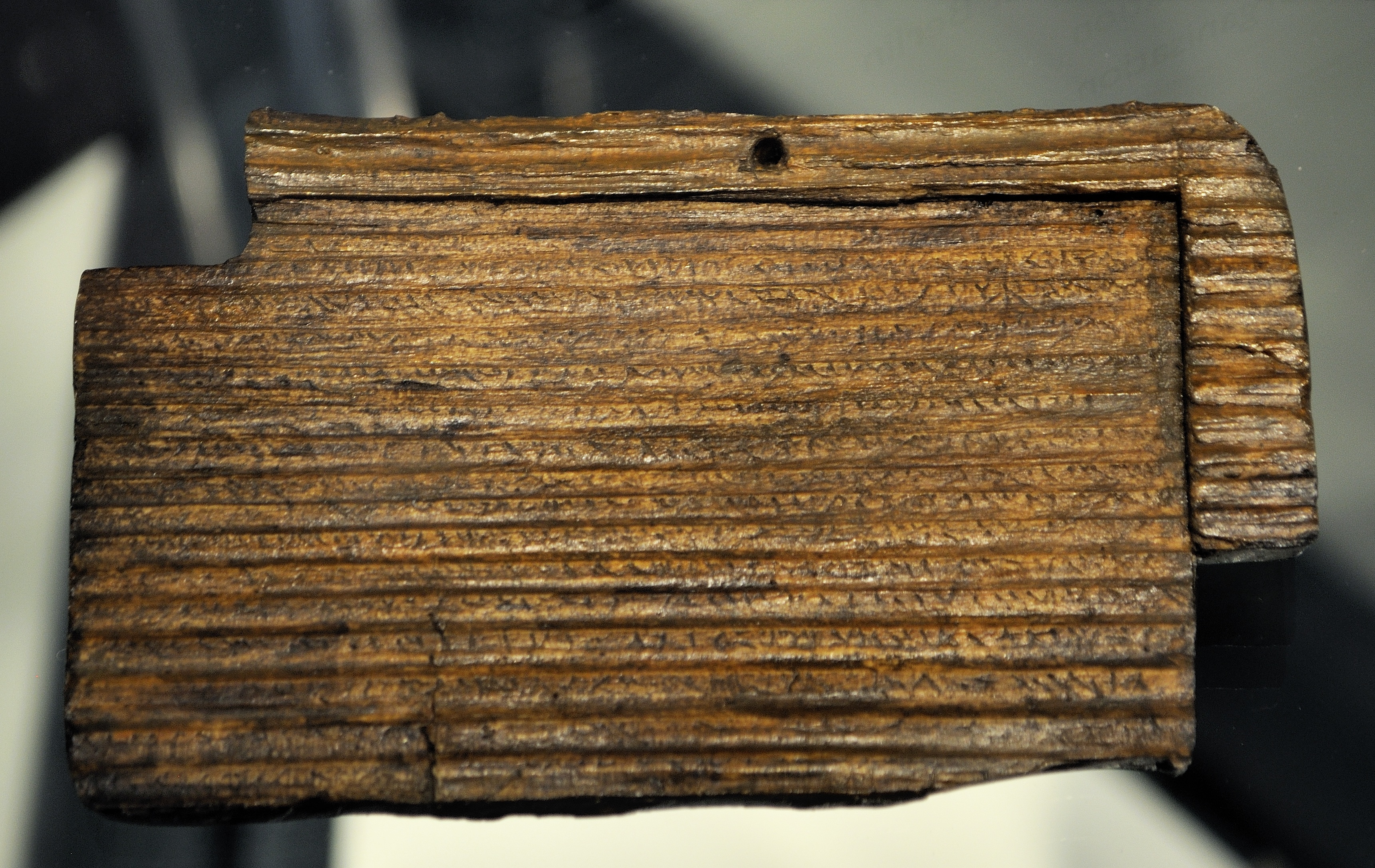
Gerichtsakte vom 4. August 186 n. Chr. zu einem Prozess, der vor Marcus Iuventius Caesianus, dem damaligen Legionslegaten der Legio VIII Augusta, in Arae Flaviae verhandelt wurde (Kopie)

Rottweil gilt heute als älteste Stadt Baden-Württembergs. In römischer Zeit war es der Hauptort einer civitas und besaß – soweit bislang bekannt – als einzige römische Stadt im heutigen Baden-Württemberg die privilegierte Rechtsstellung eines Municipiums. Diese brachte es in der Regel unter anderem mit sich, dass jedes Mitglied im Rat der Stadt das begehrte römische Bürgerrecht erhielt. Mit einer Fläche von ca. 18 Hektar war Arae Flaviae, wenngleich klein im Vergleich mit Römerstädten wie Köln oder Mainz, eine der größten römischen Siedlungen im Dekumatland; repräsentative Bauten prägten das Stadtbild.
Erst im Jahre 1950 wurde das antike Arae Flaviae, dessen Name durch die sog. Peutingertafel (Tabula Peutingeriana) und bei Claudius Ptolemäus überliefert ist, durch einen außergewöhnlichen Inschriftenfund so gut wie sicher mit Rottweil identifiziert: Auf der hölzernen Tafel eines römischen Gerichtsdiploms waren die Worte actum municipio Aris – zu Deutsch: „ausgestellt in der Stadt Arae“ – entzifferbar. Das Täfelchen, datiert auf den 4. August 186 n. Chr., wurde in einem römischen Brunnen unter dem Hause Flavierstraße 1 in Rottweil-Altstadt bei einer Ausgrabung gefunden.

### Entstehung und Lage
Der Siedlung ging ein wohl 73 n. Chr. von den Römern im Zuge des Baus der römischen Kinzigtalstraße gegründetes Militärlager (Kastell III) aus Holz-Erde auf der rechten Neckarseite voraus. Die Besatzung hatte eine wichtige Straßenkreuzung zu überwachen, da hier zwei bedeutende Heerstraßen zusammentrafen. Es ging Kaiser Vespasian darum, nach den Erfahrungen des Vierkaiserjahres die Verbindungswege zwischen Rhein- und Donautruppen zu verkürzen. Die Nord-Süd-Verbindung bildete die Römerstraße Neckar–Alb–Aare vom Legionslager Windisch über Tenedo und Kastell Hüfingen nach Rottweil und weiter nach Rottenburg laufende Trasse. Die West-Ost-Achse beginnt beim Legionslager Straßburg, führt über das Kastell bei Offenburg, durch das Kinzigtal zum Kastell Waldmössingen und schließlich nach Rottweil. Der Endpunkt im Osten liegt in Augsburg. Unmittelbar südlich von Kastell III konnten zwei weitere Holz-Erde-Lager (Kastelle IV und V) festgestellt werden. Außerdem bekannt sind auf dem linken Ufer des Neckars das Legionslager Kastell I, das etwa zehn Jahre lang zumindest mit Teilen der Legio XI Claudia aus Vindonissa belegt war (vielleicht sogar mit der gesamten Legion), sowie als jüngste Anlage das Kastell II a/b, das in seiner zweiten Entwicklungsphase in Stein ausgebaut wurde und vielleicht als Nachschubbasis diente. Im Frühjahr 1980 wurden südöstlich von Kastell I und II weitere römische Befestigungsgräben sichtbar, die auf ein sechstes Militärlager in Rottweil hindeuten könnten.
Die Legio XI wurde bereits um 86 unter Domitian wieder abgezogen; an ihre Stelle traten offenbar zwei Einheiten der Hilfstruppen, die im Kastell II stationiert waren, das für etwa 1000 Mann Platz bot. Im Jahre 101 wurden auch diese Truppen abgezogen; damit endete nach heutigem Kenntnisstand die militärische Präsenz der Römer in Rottweil; Teile der Bauten wurden in der Folgezeit abgetragen und in zivilen Gebäuden von Arae Flaviae verbaut.

### Stadtentwicklung
Fast gleichzeitig mit dem Kastellbau entwickelte sich an dem Knotenpunkt ein vicus, das zivile Lagerdorf, in dem die Familien der Soldaten, Händler und Handwerker, Gastwirte und andere Gewerbetreibende lebten, die sowohl vom stationierten Militär als auch vom Fernhandel profitierten. Neben großen Gebäudekomplexen mit bis zu 80 m Länge entlang der großen Straßen, an denen sich auch mehrere Tempel befanden, legten die seit 1967 regelmäßig arbeitenden Archäologen des Landesamts für Denkmalpflege Baden-Württemberg Handwerksbetriebe mit Kalkbrennöfen, Eisenschmelzen, Töpfereien und andere Gewerbe frei. Vermutlich bereits um 75 n. Chr., spätestens jedoch während der Regierungszeit des Kaisers Trajan (98–117) fand die Erhebung der Siedlung zum Municipium Arae Flaviae statt.
Die römische Siedlung gruppierte sich fortan um zwei durch mehrere Gassen verbundene Hauptstraßen, zum einen weiterhin die Fernstraße, zum anderen eine später westlich von dieser angelegte, parallel verlaufende Prachtstraße, an der mehrere repräsentative Gebäude lagen, darunter eine Basilika und das Forum. Im Osten schloss sich jenseits einer dritten Parallelstraße ein Tempelbezirk an. Wahrscheinlich gab es auch ein römisches Theater in der Stadt. Im Stadtzentrum wurden die meisten Häuser aus Stein errichtet, wie es im Mittelmeerraum üblich war, am Stadtrand hingegen dominierte die für die nordwestlichen Provinzen typische Fachwerkbauweise.
Arae Flaviae war, wie der Name deutlich macht, von den Römern offenbar ursprünglich die Rolle als Zentralort des neu eroberten Gebietes zwischen Rhein und Donau zugedacht; doch bereits nach wenigen Jahren, als Vespasians Sohn Domitian seine Truppen um 85 n. Chr. weiter nach Norden verlegte, verlor die Siedlung ihre bevorzugte strategische Position und blieb daher (ungeachtet der Größe der in der Gründungszeit errichteten öffentlichen Gebäude) letztlich eine Kleinstadt. Im frühen 2. Jahrhundert wurden die Kastelle auf der linken Neckarseite aufgegeben und das Gelände überbaut.

### Tempelbezirk und Brandgräberfeld
Am Südrand der antiken Stadt wurde ein größerer Tempelbezirk ergraben, zu dem unter anderem drei gallorömische Umgangstempel gehören. Ebenfalls am Südrand wurde das große Brandgräberfeld aufgedeckt, in dem die Archäologen systematisch gruben.

### Niedergang
In der ersten Hälfte des 3. Jahrhunderts wurde der Ort befestigt; dies dürfte mit der seit etwa 230 zunehmend instabilen militärischen Lage zusammenhängen. Nachdem die römischen Truppen um 260 n. Chr. die Region verlassen hatten („Limesfall“), ging auch Arae Flaviae unter; vermutlich existierte aber eine deutlich reduzierte Siedlung noch einige Zeit weiter.

## Wichtige Gebäude der Stadt

### „Villa A“
Ende des 19. Jahrhunderts wurde die so genannte „Villa A“ im Süden des ehemaligen Hofgutes Hochmauren entdeckt, deren Größe und auffallend symmetrischer Grundriss auf ein repräsentatives öffentliches Gebäude hinweisen könnte.

### Gebäudekomplex „Villa C“
Den Nordrand der Stadt bildet eine Gebäudeeinheit bestehend aus drei großen Steinbauten von insgesamt 46 × 54 m Ausdehnung. Dazu gehört die so genannte „Villa C“ mit einem kleinen Bad und einem großen, länglichen Magazinbau. Die Deutung dieser Anlage reicht von einer öffentlichen Straßenstation bis zu einem repräsentativen privaten Wohnsitz.

### Große Thermen (Bad 3)

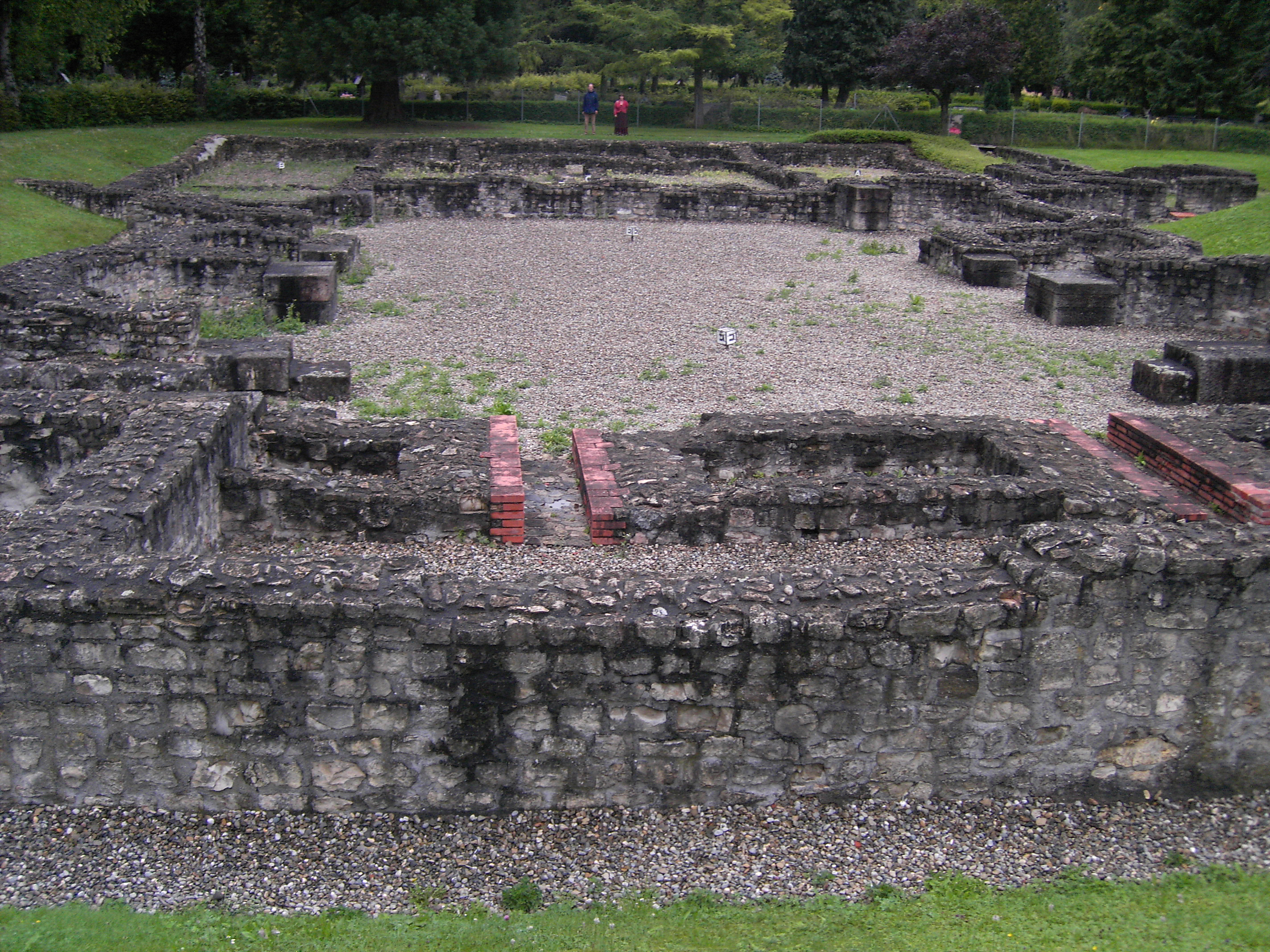
Thermen am Nikolausfeld. Blick von der südlichsten großen Heizkammer nach Norden

1967 wurden zentrale Teile einer Badeanlage in der Flur „Nikolausfeld“ links des Neckars ergraben, deren konservierte Fundamente heute an der Südostecke des Städtischen Friedhofs besichtigt werden können. Es handelt sich dabei um das Kastellbad des Legionslagers (Kastell I) sowie des zeitlich folgenden Kastells II, wobei sich die Thermen – anders als sonst üblich – innerhalb des Kastellareals befanden. Zudem liegen sie nicht parallel zu den Achsen der Kastelle, was an der Ausrichtung am Sonnenstand liegen mag. Die (möglicherweise fehlenden) Wandelhallen und Nebengebäude konnten nicht nachgewiesen werden, da der Platz durch Überbauung im Frühmittelalter schwere Zerstörungen erlitt. Die Thermen waren vom Typus der Reihenanlagen und genau auf einer Nord-Süd-Achse ausgerichtet. Man betrat das Bad von Norden. Links und rechts der mittig von einem Kaltwasserbad (Frigidarium) dominierten Front befanden sich zwei rechteckig-längliche Auskleideräume (Apodyterium), die den Bau in der Länge des Frigidariums flankierten. Das Kaltbad besaß an seinen beiden nördlichen Ecken je eine kleine Apsis. In der Mitte der nördlichen Innenfassade schloss sich ein kleineres zusätzliches Kaltwasserbecken an. Am Südende des östlichen Apodyteriums konnten die Besucher ein kleines rundes Schwitzbad (Sudatorium) besuchen, das eine eigene Befeuerungsstelle besaß. Auf der gegenüberliegenden Seite, an der Südwestecke des zweiten Auskleideraums, können die Ausgräber nur eine kurze, in West-Ost-Richtung gebaute Mauer erfassen, die an der Süd-Ost-Ecke eines kleinen fast quadratischen heizbaren Raumes mündete, dessen Funktion fraglich ist. Dieser Raum wurde bei der Konservierung nicht erhalten. Im Anschluss an das Kaltbad folgte in der führenden Raumflucht des Gebäudes nach Süden das Laubad (Tepidarium) und darauf das Warmwasserbad (Caldarium). Über dieses Bad erhielt die Hypokaustheizung im Tepidarium ihre Wärme. Im Bereich des Caldariums befanden sich westlich und östlich je zwei gegenüberliegende heizbare Apsiden. Für die Erwärmung dieses Bereichs waren drei Heizräume zuständig. Zwei lagen an der West- und Ostseite der Therme im Anschluss an die Apsidien. Der dritte, große, mit zwei Heizausgängen, nahm die gesamte Südseite der Badeanlage ein.

## Mosaiken
Überregional bekannt ist das Municipium Arae Flaviae unter anderem durch die beiden Mosaiken, das Sol- und das Orpheus-Mosaik. Sie sind von hoher Qualität und wurden wahrscheinlich nicht von lokalen Künstlern, sondern von auswärtigen Spezialisten angefertigt – ein Zeichen für den relativen Wohlstand der kleinen Siedlung. Die Mosaiken sind heute zusammen mit vielen anderen römischen Funden im Dominikanermuseum Rottweil ausgestellt.